# Patricius (Caesar)
Flavius (Iulius) Patricius (auch Patriciolus, altgriechisch Πατρίκιος; † wohl 471 in Konstantinopel) war Unterkaiser (Caesar) des oströmischen Kaisers Leo I. von 469/470 bis 471.

## Leben
Patricius war der zweite Sohn des mächtigen alanischen Heermeisters Aspar, der Leo 457 zur Kaiserwürde verholfen hatte. Im Gegenzug erhielt Patricius das Konsulat des Jahres 459, das er – bei wechselseitiger Nichtanerkennung – zusammen mit dem weströmischen Machthaber Ricimer bekleidete.
Als Arianer für das Kaisertum disqualifiziert, versuchte Aspar in der Folge, seine Söhne durch Einheirat in die kaiserliche Familie als mögliche Thronfolger aufzubauen. Patricius war mit Leos jüngerer Tochter Leontia verlobt. Er stand damit in direkter Konkurrenz zum späteren Kaiser Zenon, der 467 die ältere Schwester Ariadne zur Frau bekommen hatte. Im Jahr 469 oder (wahrscheinlicher) 470 wurde Patricius auf Druck Aspars von Leo zum Caesar ernannt. Als es darüber zu Aufruhr im orthodoxen Klerus und den Zirkusparteien kam, wurde Patricius dazu verpflichtet, als Voraussetzung für die Nachfolge Leos und die Eheschließung mit der Kaisertochter dem arianischen Bekenntnis abzuschwören. Seine einzige bekannte Amtshandlung war eine Reise nach Alexandria, wo er, wiewohl nur Caesar, offenbar mit großem Pomp und allen einem Kaiser zustehenden Ehren empfangen wurde.
Doch 471 wurde Aspar auf Geheiß des Kaisers im Palast von Konstantinopel überfallen und ermordet. In dem Massaker fanden nach Ausweis der meisten Quellen auch Patricius und sein älterer Bruder Ardabur den Tod – wenngleich etwa Candidus andeutet, Patricius könnte schwer verletzt überlebt haben; der jüngere Bruder Ermenerich blieb verschont. Danach verschwindet Patricius aus der Überlieferung. Er ist nicht identisch mit dem magister officiorum  Patricius, der 475 als Liebhaber von Leos Witwe Verina an der Entmachtung Kaiser Zenons beteiligt war. Leontia wurde noch 471 mit Flavius Marcianus, dem Sohn des weströmischen Kaisers Anthemius, verheiratet. Der Caesartitel ging auf Zenons Sohn Leo über, der 474 kurze Zeit Augustus war.
Von Patricius sind, wie für alle Caesares dieser Zeit, keine Münzen bekannt.